# アントン・ディコフ
- アントン・ディーコフ

アントン・ヴェンツィスラヴォフ・ディコフ（ブルガリア語: Антон Венциславов Диков；ラテン文字表記：Anton Ventsislavov Dikov、1938年7月29日 - 2004年10月16日）は、ブルガリアのピアノ奏者。

## 経歴
1938年、ブルガリア・ソフィアの音楽一家に生まれた。ブルガリア国立音楽院でリュバ・エンチェバにピアノを師事した後、パリに留学し、ナディア・ブーランジェ、ロベール・カサドシュやアルトゥール・ルービンシュタインらの薫陶を受けた。
1954年から演奏活動を始め、1963年にはロン＝ティボー国際コンクールで3位入賞を果たした。教育者としては、1974年から母校のブルガリア国立音楽院のピアノ科教授を務めた。
2004年、ヴェリングラトにて交通事故死した。